# Osroes I
Osroes I của Parthia cai trị đế chế Parthia từ khoảng năm 109-129. Ông đã kế vị người anh trai của mình, vua Pacorus II. Trong suốt triều đại của mình, ông đấu tranh chống lại vị vua đối lập Vologases III, người chiếm giữ phần phía đông của đế chế Parthia.
Orsoes đã xâm chiếm Armenia, trước tiên đặt cháu mình Exedares và sau đó là em trai ông, Parthamasiris lên ngai vàng của Armenia. Sự xâm phạm này đã ảnh hưởng đến quyền lợi của đế chế La Mã -hai đế quốc lớn đã chia sẻ quyền bá chủ ở Armenia vào 50 năm trước dưới thời Nero - và đã dẫn đến một cuộc chiến tranh với hoàng đế La Mã Trajan.
Năm 113, Trajan xâm lược Parthia. Đầu tiên ông tiến quân đến Armenia. Năm 114, Parthamasiris đầu hàng và bị giết. Trajan cũng sáp nhập Armenia vào lãnh thổ đế chế La Mã. Sau đó, ông quay về phía nam, tiến vào Parthia, chiếm các thành phố Babylon, Seleucia và cuối cùng là thủ đô Ctesiphon vào năm 116. Ông đã lật đổ vua Osroes I và đặt lên ngai vàng vị vua bù nhìn Parthamaspates. Ở Lưỡng Hà, em của Osroes là Mithridates IV cùng với con trai là Sanatruces II tuyên bố làm vua và chiến đấu chống lại những người La Mã, nhưng Trajan đã tiến quân tới vịnh Ba Tư và đánh bại họ. Ông tuyên bố Lưỡng Hà là một tỉnh mới của đế quốc. Cuối năm 116, ông đã vượt qua những ngọn núi Khuzestan tiến vào Ba Tư và chiếm thành phố vĩ đại Susa.
Sau khi Trajan qua đời và người La Mã rút lui khỏi khu vực, Osroes dễ dàng đánh bại Parthamaspates và giành lại ngai vàng của Parthia.
Dường như cuộc chiến tranh với La Mã đã làm suy yếu sức mạnh của Osroes I và giúp cho kẻ thù của ông Vologases mạnh hơn.Ông được kế vị bởi em trai Mithridates IV,người đã tiếp tục cuộc chiến tranh với Vologases.